# Solgasa
Solgasa（ソルガサ）は、日本を拠点とする音楽・アートのコレクティヴ。
アジアと世界の音楽・アートを融合させることを目標に活動している。

## メンバー

### michel ko
- 日系台湾人シンガー。母が日本人。大学入学に際し、来日。[1]

- 幼少期から聴いていたR&Bやヒップホップに強い影響を受け、叙情的でナチュラルな感情表現、かつK-popなどのアジアンポップからも強い影響を受け、エモーショナルでキャッチーなメロディーラインが特徴の和洋折衷な若手のホープ。[2]

### Tommi Crane
- 東京を中心に活動するバイリンガルラッパー。

- 神奈川県横浜市出身。7歳までタイに居住。高校時代はブルネイに行くなど、東南アジアを回る。[3]

- ラップからビートまでセルフプロデュースするHIP HOPアーティストでありながら、ロックからの影響を公言している。 リリックのコンセプトを先に作り、そこからインスパイアしたビートを作るというユニークなスタイルで活動をしている。

- 2019年12月11日にリリースされた初EP「Crane Theory」は「今のHIP HOPにはまだ無い新しい音を作る」というテーマのもと、 友人であるプロデューサーのBig Animal Theoryと共同で制作され、話題となった。[4]

### Jua
- 日本、フランス、カメルーンにルーツを持つラッパー兼モデル。
- ハワイ生まれ京都育ち。
- 日本語、フランス語、英語を織り交ぜたラップが特徴。
- モデルとしてはZoffのテレビCMに出演した経験がある。[6]

## 結成の経緯
- Wez Atlasが大学でmichel koとTommi Craneで出会ったことが結成のきっかけとなった。Wezの高校同期であるVivaOlaがメンバーに加わり、Solgasaが結成された。[7]

- 〈Solgasa〉の「Sol」は、「Parasol」の「sol」およびスペイン語で「太陽」の意であり、「gasa」は「傘」の意である。お互いの音楽のスタイルやジャンルは異なるが、傘の中で全員が一緒にいるイメージを体現するため、チームを「クルー」ではなく「コレクティヴ」と表現している。
- メンバーそれぞれが異なるルーツを持つバイリンガル／トリリンガルであり、アジアと欧米の距離が近づいた2010年代以降のR&B／ヒップホップをベースとした楽曲を、東京から世界に届けようとしている。